# بلندی‌های بادگیر (فیلم ۲۰۱۱)
بلندی‌های بادگیر (انگلیسی: Wuthering Heights) فیلمی به کارگردانی آندریا آرنولد است که در سال ۲۰۱۱ منتشر شد. از بازیگران آن می‌توان به کایا اسکودلاریو اشاره کرد.